# Video9000
Video9000 - дополнительное устройство видеозахвата для оцифровки видеосигнала и наложения изображения на существующий видеосигнал, предназначенное для использования с устройством расширения графических возможностей для бытовых компьютеров стандарта MSX Graphics9000. Разработано группой Sunrise Swiss в 1994 году.

## Устройство
Устройство представляет собой дополнительную плату, подключаемую к Graphics9000. Самостоятельное подключение пользователем не предусматривалось, вместо этого предлагалось подключение силами производителя. Устройство также не может функционировать самостоятельно.

## Возможности
Общие возможности устройства:
- Оцифровка кадров видеосигнала в реальном времени
- Наложение изображений на существующий видеосигнал
- Максимальное поддерживаемое разрешение: 512 x 424 точки
- Максимальное количество цветов: 32768
- Входы: CVBS, S-VHS, RGB
- Выходы: RGB
- Регулировка цветности и цветового баланса
- Внутренний переключатель источника видеосигнала

С помощью соответствующего программного обеспечения устройство позволяло захватывать отдельные кадры видеосигнала, и сохранять их в различных графических форматах (стандартном BMP, специальные форматы PIC, VGF).